# Omar Cummings
Omar Cummings, né le 13 juillet 1982 à Old Harbour (Jamaïque), est un footballeur international jamaïcain évoluant au poste d'attaquant. Il évolue durant toute sa carrière professionnelle aux États-Unis.

## Biographie
Cummings rejoint les États-Unis pour ses études. Remarqué pour ses qualités de footballeur, il est sélectionné lors de la MLS SuperDraft de 2007 comme 31e choix.
Le 23 décembre 2012, il est échangé au Houston Dynamo contre Nathan Sturgis et une allocation d'argent.
Après avoir été laissé libre par le Houston Dynamo à l'issue de la saison 2014, il reste agent libre plusieurs mois avant de signer le 27 mars 2015 avec les San Antonio Scorpions.

## Carrière internationale
Il est sélectionné pour la première fois en juin 2008.
Il inscrit l'unique but de la Jamaïque lors de la finale de la Coupe caribéenne des nations 2010 contre la Guadeloupe.

## Palmarès
- MLS Cup en 2010
- Coupe caribéenne des nations en 2008 et 2010